# Абстрагування (програмування)
В програмуванні, абстрагува́ння — це виділення лише важливих характеристик які потрібні для виконання завдання і відкидання інших.
Для різних цілей в одного і того ж об'єкта будуть важливі різні параметри.
Наприклад, яблуко. Для користувача, який має його з'їсти важливо сорт, соковитість, достиглість. Для користувача який має його кинути — вага і форма.
Якщо абстрагують дії то це абстрагування керування
Якщо абстрагують структур даних — це абстрагування даних.
Наприклад, абстрагування керування в структурному програмуванні полягає у використанні підпрограм та визначених керівних конструкцій. Абстрагування даних дозволяє обробляти одиниці даних у змістовний спосіб. Наприклад, абстрагування є основною мотивацією створення типів даних.
Абстрагування є однією з парадигм Об'єктно-орієнтованого програмування.